# Міррор-Лейк (округ Клакамас, штат Орегон)
Міррор-Лейк — високогірне озеро в окрузі Клакамас штату Орегон. Воно розташоване біля підніжжя гори Том Дік і Гаррі (Tom Dick and Harry Mountain) у природному водозборі, що сформувався by a toe гори, 11,4 км на південний захід від Маунт-Худ.
Дзеркало є одним з найпопулярніших місць для денних прогулянок поблизу Маунт-Худ, а також має популярність серед шанувальників нордичного катання на лижах. Подолання підйому 240 м за 2,3 км вважається легкою прогулянкою.

## Галерея

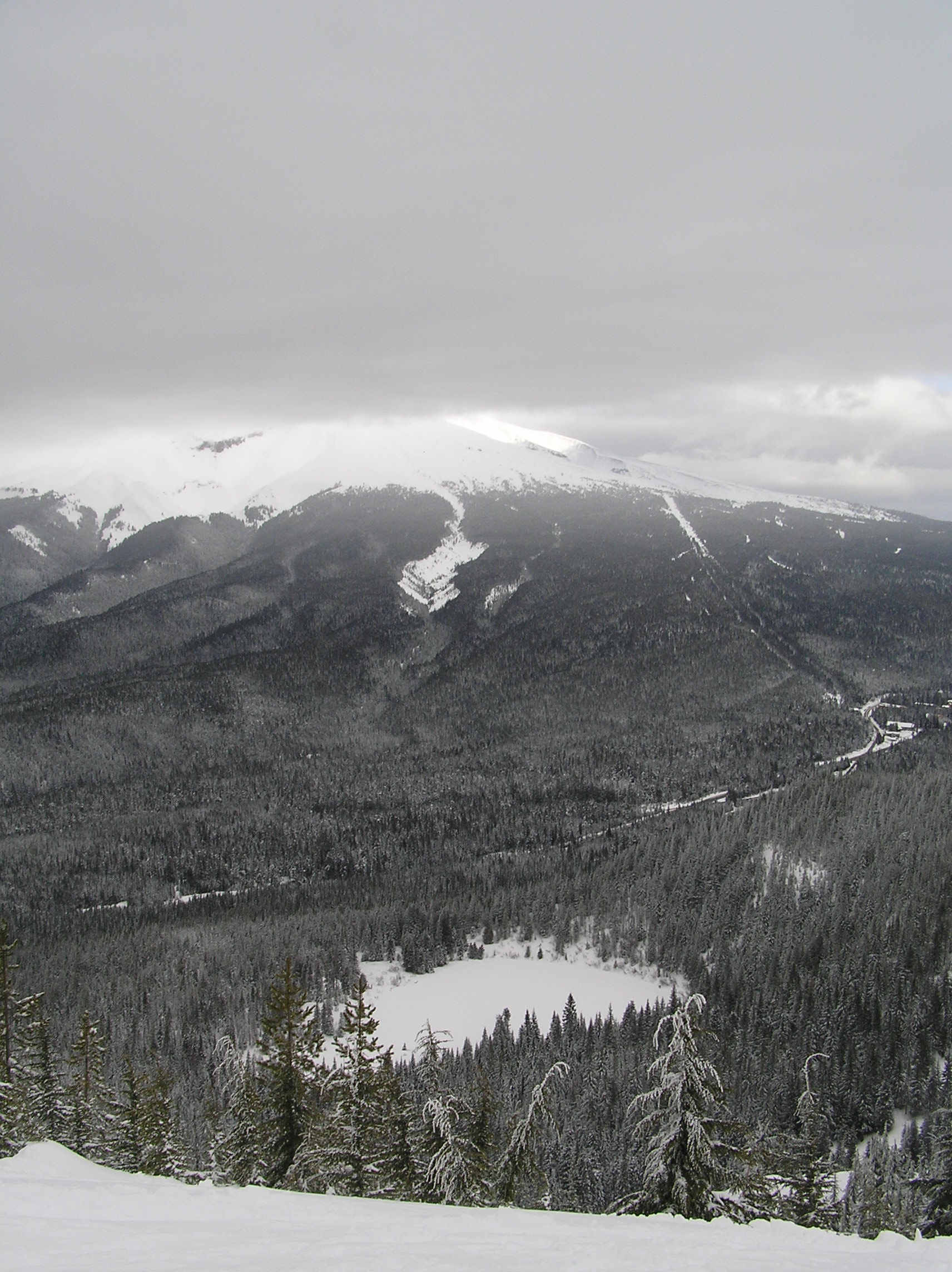
Озеро Дзеркало взимку